# Ancistrocerus sikhimensis
Ancistrocerus sikhimensis är en stekelart som först beskrevs av Charles Thomas Bingham 1898.  Ancistrocerus sikhimensis ingår i släktet murargetingar, och familjen Eumenidae. Inga underarter finns listade i Catalogue of Life.